# Krasnołęg (przystanek kolejowy)
Krasnołęg – zamknięty przystanek osobowy w Krasnołęgu, na linii kolejowej nr 414 Gorzów Wielkopolski Zieleniec – Chyrzyno, w województwie lubuskim, w Polsce.